# Hyphydrus anatolicus
Hyphydrus anatolicus är en skalbaggsart som beskrevs av Guignot 1957. Hyphydrus anatolicus ingår i släktet Hyphydrus och familjen dykare. Inga underarter finns listade i Catalogue of Life.